# Michael Hansen (atlet)
 For alternative betydninger, se Michael Hansen. (Se også artikler, som begynder med Michael Hansen)
Michael Hansen var en dansk atlet medlem af AIK 95. Han vandt det danske meterskab på 100 meter tre år i træk 1914-1916, 1915 Længdespring 1915 og 4 x 100 meter 1916.

## Danske mesterskaber
- Guld 1914 100 meter 11,8
- Guld 1915 100 meter 11,5
- Guld 1915 Længdespring 6,45
- Guld 1916 100 meter 11,2
- Guld 1916 4 x 100 meter 46,8